# Araize
L'Araize est une rivière traversant les départements de Maine-et-Loire et de la Mayenne, en région Pays de la Loire, et un affluent de l'Oudon, donc un sous-affluent de la Loire.

## Caractéristiques supplémentaires
De 33 km de longueur
- Pente moyenne : 0,18 %

## Communes traversées
Dans les deux départements de Maine-et-Loire et de la Mayenne, l'Araize traverse huit communes :
- Pouancé (source), Châtelais, Bouillé-Ménard, Grugé-l'Hôpital, La Chapelle-Hullin, Chazé-Henry, Saint-Erblon, Nyoiseau (confluence).

## Source
- Données sur le site pays-de-la-loire.sante.gouv.fr